# Клеомед (лунный кратер)
Кратер Клеомед (лат. Cleomedes) — крупный древний ударный кратер располагающийся на северном побережье Моря Кризисов на видимой стороне Луны. Название присвоено в честь древнегреческого астронома и философа-стоика Клеомеда (I век н. э.); утверждено Международным астрономическим союзом в 1935 г. Образование кратера относится к нектарскому периоду.

## Описание кратера

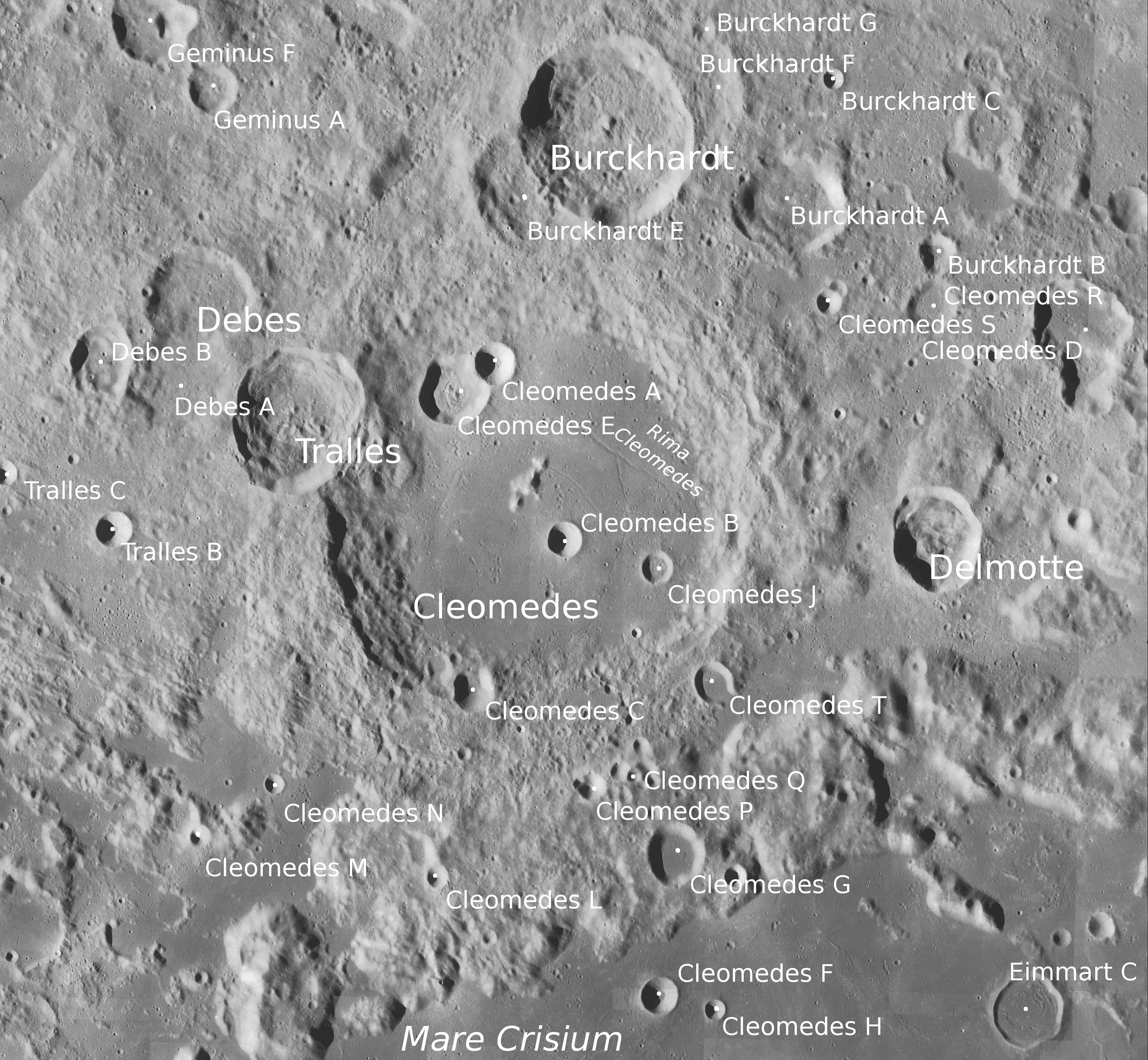
Окрестности кратера Клеомед. Снимок зонда Lunar Reconnaissance Orbiter.

Ближайшими соседями кратера являются кратер Траллес, перекрывающий северо-западный участок вала кратера Клеомед; кратер Буркхардт на севере; кратер Дельмот на востоке и кратер Свифт на юге-юго-западе. На юге от кратера Клеомед находится Море Кризисов. Селенографические координаты центра кратера 27°36′ с. ш. 55°30′ в. д. / 27,6° с. ш. 55,5° в. д., диаметр 130,8 км, глубина 3,86 км.
Кратер Клеомед имеет полигональную форму и значительно разрушен за время своего существования. Массивный вал кратера сглажен, особенно сильно разрушен в южной части, в восточной части вала имеются приметные понижения местности. Высота вала над дном чаши достигает 2400 - 3000 м, объем кратера составляет приблизительно 16 600 км3. Дно чаши выровнено базальтовой лавой, в северо-восточной части чаши располагается борозда Клеомеда, образовавшаяся при застывании лавы, также небольшие борозды имеются в юго-восточной части чаши. В северной-северо-западной части чаши у подножия внутреннего склона расположены два приметных сателлитных кратера – Клеомед A и Клеомед E (см. ниже). Имеется центральный пик несколько смещенный к северу от центра чаши и переходящий в хребет, тянущийся к северу-северо-востоку. Высота центрального пика около 1000 м. В восточной части чаши имеется множество мелких кратеров, окруженных темным гало, которые, возможно, являются вулканическими кратерами, окруженными пирокластическими отложениями.

## Сателлитные кратеры
| Клеомед | Координаты                                            | Диаметр, км |
| ------- | ----------------------------------------------------- | ----------- |
| A       | 28°53′ с. ш. 55°04′ в. д. / 28,88° с. ш. 55,06° в. д. | 12,6        |
| B       | 27°09′ с. ш. 55°53′ в. д. / 27,15° с. ш. 55,89° в. д. | 10,7        |
| C       | 25°40′ с. ш. 54°50′ в. д. / 25,66° с. ш. 54,83° в. д. | 13,9        |
| D       | 29°13′ с. ш. 61°52′ в. д. / 29,21° с. ш. 61,86° в. д. | 28,9        |
| E       | 28°37′ с. ш. 54°35′ в. д. / 28,61° с. ш. 54,58° в. д. | 21,1        |
| F       | 22°34′ с. ш. 56°59′ в. д. / 22,57° с. ш. 56,99° в. д. | 11,8        |
| G       | 24°01′ с. ш. 57°10′ в. д. / 24,01° с. ш. 57,17° в. д. | 19,4        |
| H       | 22°26′ с. ш. 57°38′ в. д. / 22,43° с. ш. 57,63° в. д. | 6,5         |
| J       | 26°52′ с. ш. 56°58′ в. д. / 26,87° с. ш. 56,96° в. д. | 10,0        |
| L       | 23°47′ с. ш. 54°25′ в. д. / 23,79° с. ш. 54,41° в. д. | 7,1         |
| M       | 24°11′ с. ш. 51°40′ в. д. / 24,19° с. ш. 51,66° в. д. | 6,3         |
| N       | 24°43′ с. ш. 52°31′ в. д. / 24,72° с. ш. 52,52° в. д. | 6           |
| P       | 24°42′ с. ш. 56°12′ в. д. / 24,7° с. ш. 56,2° в. д.   | 9,5         |
| Q       | 24°49′ с. ш. 56°41′ в. д. / 24,81° с. ш. 56,69° в. д. | 4,5         |
| R       | 29°28′ с. ш. 60°10′ в. д. / 29,46° с. ш. 60,16° в. д. | 14,8        |
| S       | 29°28′ с. ш. 58°57′ в. д. / 29,46° с. ш. 58,95° в. д. | 7,6         |
| T       | 25°44′ с. ш. 57°37′ в. д. / 25,74° с. ш. 57,61° в. д. | 12,4        |

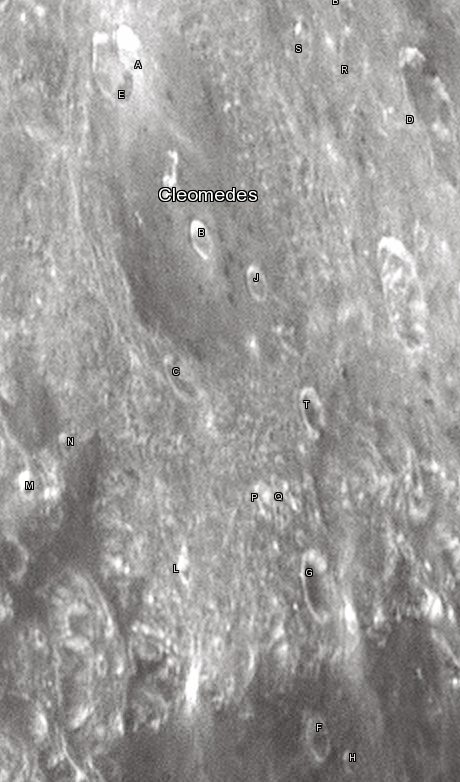
Снимок Девида Кемпбелла.

- Сателлитные кратеры Клеомед A и Клеомед B включены в список кратеров с яркой системой лучей Ассоциации лунной и планетарной астрономии (ALPO)[8].

- Сателлитный кратер Клеомед A включен в список кратеров с темными радиальными полосами на внутреннем склоне Ассоциации лунной и планетарной астрономии (ALPO)[9].

- Сателлитный кратер Клеомед E имеет борозды на дне чаши.

## См.также
- Список кратеров на Луне
- Лунный кратер
- Морфологический каталог кратеров Луны
- Планетная номенклатура
- Селенография
- Минералогия Луны
- Геология Луны
- Поздняя тяжёлая бомбардировка